# Émetteur de Neuvy-Deux-Clochers
L'émetteur de radiodiffusion et télévision de Neuvy-Deux-Clochers est une installation pour la transmission de la FM et de télévision situé dans le Cher. Il couvre une grande partie de la région centre, jusqu'à Orléans au nord et Châteauroux au sud et est considéré à ce titre comme l'émetteur principal de la région. Il dessert la Bourgogne dans sa façade occidentale, de ce fait, il est doté de la diffusion des programmes de France 3 Bourgogne.

## Télévision

### Télévision analogique
Les émetteurs d'Orléans (émetteur de Traînou) et de l'Indre (sites d'émission de Malicornay) n'ont jamais été équipés pour la télévision dans la gamme VHF, les téléspectateurs du Loiret et de l'Indre captaient TF1 (819 lignes) et Canal+ à la suite (SECAM L', 200 MHz), uniquement par son intermédiaire en raison de la très grande portée des ondes dans cette gamme de fréquences.
Son pylône culmine à 192 mètres, relevé à 206 mètres après le changement du pylône.
En terme d'ouverture de service, certaines dates sont approximatives :
- 1re chaîne 819 lignes le 19 mai 1956 sur le canal F9-H (puissance 20 kW)[1]
- 2e chaîne 625 lignes en 1966
- FR3 en avril 1975
- TF1 couleur 625 lignes en 1979
- Canal+ en avril 1986
- La Cinq en 1986
- M6 en 1987

Au vu de ces dates, le paradoxe fait que la région n'a jamais connu Couleur 3, la 3e chaîne couleur de l'ORTF créée en 1972, et disparue le 5 janvier 1975, à la suite de la dissolution de l'ORTF.
Autre paradoxe, les téléspectateurs de la région n'ont jamais connu TV6, la concession ayant été annulée, avant que l'émetteur de Bourges-Neuvy entre en service opérationnel.
Historiquement, le premier studio de la télévision régionale de la région Centre fut créé au pied de l'émetteur de Neuvy-Deux-Clochers, ainsi que des laboratoires de développement film.
Jusqu'au 19 octobre 2010, l'émetteur diffusait les chaînes analogiques :
| Chaîne             | Puissance (PAR) | Canal | Gamme d'ondes | Polarisation |
| ------------------ | --------------- | ----- | ------------- | ------------ |
| TF1                | 400 kW          | 23    | UHF           | Horizontale  |
| France 2           | 400 kW          | 26    | UHF           | Horizontale  |
| France 3 Berry     | 400 kW          | 29    | UHF           | Horizontale  |
| Canal+             | 211 kW          | 8     | VHF           | Horizontale  |
| France 5 / Arte    | 130 kW          | 21    | UHF           | Horizontale  |
| M6                 | 130 kW          | 56    | UHF           | Horizontale  |
| France 3 Bourgogne | 34 kW           | 43    | UHF           | Horizontale  |

### Télévision numérique
| Multiplex | LCN              | Chaînes                                                                       | Canal | Puissance (PAR) | Diffuseur |
| --------- | ---------------- | ----------------------------------------------------------------------------- | ----- | --------------- | --------- |
| R1        | 2 3 14 27 33     | France 2 France 3 Centre-Val de Loire France 4 France Info France 3 Bourgogne | 21H   | 63 kW           | TDF       |
| R2        | 8 15 16 17 18    | C8 BFM TV CNews CStar Gulli                                                   | 27H   | 63 kW           | TDF       |
| R3        | 4 26 41 42 43 45 | Canal+ LCI Paris Première Canal+ Sport Canal+ Cinéma(s) Planète+              | 43H   | 63 kW           | TDF       |
| R4        | 5 6 7 9 22       | France 5 M6 Arte W9 6ter                                                      | 24H   | 63 kW           | TDF       |
| R6        | 1 10 11 12 13    | TF1 TMC TFX NRJ 12 LCP                                                        | 36H   | 63 kW           | TDF       |
| R7        | 20 21 23 24 25   | TF1 Séries Films L'Équipe RMC Story RMC Découverte Chérie 25                  | 40H   | 63 kW           | TDF       |
| R9        | 52               | France 2 UHD                                                                  | 46H   | 10 kW           | TDF       |

## Radio FM
La tour hertzienne émet les radios publiques en FM pour le Cher ainsi que pour le nord de l'Indre :
| Fréquence | Station        | Puissance (PAR) | RDS (PS) |
| --------- | -------------- | --------------- | -------- |
| 88.5      | France Culture | 79 kW           | _CULTURE |
| 91.8      | France Musique | 79 kW           | _MUSIQUE |
| 94.9      | France Inter   | 79 kW           | __INTER_ |
| 103.2     | Ici Berry      | 20 kW           | ICIBERRY |

Source : Les radios de Neuvy-Deux-Clochers sur annuaireradio.fr (consulté le 10 avril 2017).

## Téléphonie mobile
Le site possède un relais SFR qui émet des ondes en 2G et 3G.

## Autres réseaux
SFR, Bouygues Telecom et TDF transmettent et reçoivent des données par faisceau hertzien. TDF reçoit notamment le signal de la radio France Bleu Berry (103.2 FM) pour le redistribuer.

## Sources
- Émetteurs TNT dans le Cher sur le forum de tvnt.net
- Situation géographique du site sur cartoradio.fr
- Canaux TV analogiques et numériques TNT sur tvconnect.lcweb.info